# ソレいる?六本木会議
『ソレいる?六本木会議』（ソレいる ろっぽんぎかいぎ）は、2023年4月7日から2023年9月29日までテレビ朝日の『バラバラ大作戦』（木曜第4部）枠で放送されていたバラエティ番組。

## 概要
成田悠輔を中心に世の中のいる・いらないを議論するバラエティ番組。

## 出演者
- 成田悠輔
- 久保田直子（テレビ朝日アナウンサー）

## スタッフ
- ナレーター：吉澤憲
- 構成：平和紘
- TD：長崎太資、鈴木克典【週替り】
- CAM：鈴木克典、土井崇、高橋大介【週替り】
- Aud：笠原祥希、平野望【週替り】
- VE：丹野基樹、桑原伸行【週替り】
- CG：原田甫、大橋緑
- メイク：荻山夏海、加藤かおり
- スタイリスト：磯部育子、実積誉子
- 技術協力：テレビ朝日映像
- 編集：根本純輝
- MA：養田司
- 音効：北條玄隆
- TK：大場葵
- 編成：村山良太、大塚脩平
- 制作スタッフ：岡紗耶菜
- チーフディレクター：野口真之介
- 演出：星川裕也
- プロデューサー：吉川徹
- 協力：FLEX
- 制作：テレビ朝日報道局情報番組センター
- 制作著作：テレビ朝日

### 過去のスタッフ
- 編成：高橋陣
- 宣伝：古澤琢
- 制作スタッフ：原田龍大
- ディレクター：川和田祐香